# پلکنه
پَلْکَنِه (به فنلاندی: Pälkäne) یک منطقهٔ مسکونی در فنلاند است که در پیرکانما واقع شده‌است.